# 北千曲川橋
北千曲川橋（きたちくまがわばし）は、長野県中野市の千曲川に架かる上信越自動車道（関越自動車道上越線）のラーメン橋。信州中野IC - 豊田飯山IC間に位置する。

## 概要
1期橋・2期橋とも鋼製の主桁に鉄筋コンクリート橋脚が剛結された複合ラーメン橋である。2期橋については自重軽減・耐久性向上・施工省力化を目的に鋼・コンクリート合成床版を採用している。
1期橋（上り線）
- 形式 - 4径間連続複合非合成ラーメン箱桁橋（渡河部）
- 橋格 - B活荷重
- 橋長 - 371.0 m
  - 渡河部 - 348.000 m
    - 支間割 - 84.350 m + 89.000 m + 89.000 m + 84.350 m
- 幅員
  - 総幅員 - 10.400 m
  - 車道 - 9.000 m
- 総鋼重 - 1 618 t（渡河部）
- 床版 - 鉄筋コンクリート床版（渡河部）
- 施工 - 日本橋梁（渡河部）
- 架設工法 - トラックレーンベント工法・ケーブルエレクション斜吊工法（渡河部）

2期橋（下り線）
- 形式 - 鋼4径間連続複合非合成ラーメン箱桁橋 + PC単純合成桁橋
- 橋格 - B活荷重
- 道路規格 - 第1種第3級B規格
- 設計速度 - 80 km/h
- 橋長 - 374.550 m
  - 渡河部 - 350.550 m
    - 支間割 - 83.909 m + 88.996 m + 88.938 m + 87.357 m
- 幅員
  - 総幅員 - 9.730 m
  - 車道 - 8.840 m
- 総鋼重 - 2 675 t（渡河部）
- 床版 - 鋼・コンクリート合成床版
- 施工 - 宮地鐵工所[注釈 1]（渡河部）
- 架設工法 - 手延べ送出し工法・クレーンベント工法（渡河部）

## 歴史
本橋を含む1997年（平成9年）10月16日に信州中野IC - 中郷IC間が暫定2車線で開通。
2005年（平成17年）4月29日に信州中野IC - 豊田飯山IC間が4車線化された。